# Lore De Schepper
Lore De Schepper (Lokeren, 12 november 2005) is een Belgisch wielrenster.

## Carrière
Als tweedejaars juniore werd De Schepper onder meer zevende op het nationale kampioenschap tijdrijden en achtste in de Ronde van Vlaanderen. In het veld won ze de Druivencross.
In 2024 maakte De Schepper in 2024 de overstap naar de opleidingsploeg van AG Insurance-Soudal. Namens die ploeg werd ze onder meer elfde in de Ronde van Normandië en won ze de Grote Prijs van Chambéry. In de Gracia werd ze vijfde in het algemeen klassement en won ze het bergklassement. Halverwege juni werd ze overgeheveld naar de hoofdmacht van de ploeg, waarna ze in juli aan de start stond van de Ronde van Italië. In augustus won ze de proloog van de Ronde van de Toekomst. Ondanks een derde plek in de tweede rit raakte ze haar leiderstrui kwijt aan Marion Bunel. Vanwege maagproblemen startte ze niet meer in de derde etappe. In september werd ze geselecteerd voor deelname aan de wegwedstrijd op het wereldkampioenschap, die ze niet uitreed.
In het voorjaar van 2025 werd De Schepper twintigste in Luik-Bastenaken-Luik, waar haar Mauritiaanse ploeggenote Kimberley Le Court won.

## Palmares

### Overwinningen
2024
Grote Prijs van Chambéry
Bergklassement Gracia Orlová
Proloog Ronde van de Toekomst
2025
Bergklassement Gracia Orlová

### Resultaten in voornaamste wedstrijden
| Jaar | Ronde van Italië | Ronde van Frankrijk | Ronde van Spanje |
| ---- | ---------------- | ------------------- | ---------------- |
| 2024 | 47e              |                     |                  |
| 2025 | 22e              |                     |                  |

| Jaar | Luik-Bast.‑Luik |  | WK op de weg |
| ---- | --------------- |  | ------------ |
| 2024 |                 |  | opgave       |
| 2025 | 20e             |  |              |

## Ploegen
- 2024 –  AG Insurance-Soudal NXTG (tot 13 juni)
- 2024 –  AG Insurance-Soudal Team (vanaf 14 juni)
- 2025 –  AG Insurance-Soudal Team

Benito · Bentveld (vanaf 24/4-tot 13/9) · Boogaard · Borgström · De Schepper (vanaf 14/6) · Ghekiere · Gigante · Goossens · Le Court · Louw · Masetti · Moolman-Pasio · Pluimers · Rijnbeek · Steigenga · Van de Velde · Wollaston
Bastiaenssen · Benito · Bentveld · Borgström · Bossuyt (vanaf 14/6) · Castrique · De Schepper · Ghekiere · Gigante · Goossens · Le Court · Louw · Manly · Masetti · Moolman-Pasio · Pluimers · Steigenga · Van de Velde · Verhulst-Wild · Žigart